# Han Gang
Han Gang, född 10 november 1978, är en friidrottare från Kina. Han deltog vid olympiska sommarspelen 2004.